# Brandbjerg
Brandbjerg er en herregård i Kollerup Sogn i Vejle Kommune. Hovedbygningen er opført i 1766 og ombygget i 1902. Det er nu 55,5 hektar park, eng, og hvor de 34 hektar er skov til Brandbjerg.
Gårdens historie begynder efter reformationen. Den nævnes første gang i 1543. Brandbjerg blev i 1948 en håndværkerhøjskole og i 1964 Brandbjerg Højskole, en almen grundtvigsk folkehøjskole.

## Ejere af Brandbjerg
- (1545-1560) Peder Juel
- (1560-1570) Ida Kaas gift Juel
- (1570-1581) Bjørn Kaas
- (1581-1619) Edel Bjørnsdatter Kaas
- (1619-1638) Helvig Bjørnsdatter Kaas gift Gyldenstierne
- (1638-1643) Palle Rodsteen
- (1643-1655) Ingeborg Skeel gift Rodsteen
- (1655-1667) Ingeborg Pallesdatter Rodsteen / Sidsel Pallesdatter Rodsteen gift Klaumann
- (1667-1671) Verner Klaumann
- (1671) Frederik Ulrik Schult
- (1671-1680) Verner Klaumann
- (1680-1693) Jens Lauridsen Risom, ejer af Nebbegård
- (1693-1697) Maren Lauritsdatter Risom (søster), gift med Oluf Nielsen
- (1697) Jeremias Wolf (præst i Vejle)
- (1697) Lorens Nielsen (alias etatsråd Herman Lorentz Nissen)
- (1697-1703) Herman Frederik greve Boyneburg kaldt von Holstein
- (1703-1705) Sophie Dorothea Marshalck gift Schack
- (1705-1708) Poul Ingwersen
- (1708-1745) Niels Morville
- (1745-1763) Frederik Andreas Johansen
- (1763-1770) Hans Saabye
- (1770-1774) Niels Boje
- (1774-1778) Jørgen Brockdorff
- (1778-1779) Niels Jermiin
- (1779-1799) Jørgen Brockdorff
- (1799-1812) Gertrud Magdalene Jermiin gift Brockdorff
- (1812) Schack Brockdorff
- (1812-1821) C. H. Wolckers / C. G. Schnackenburg
- (1821-1840) C. G. Schnackenburg
- (1840-1841) N. Smidt
- (1841-1852) F. Vibe-Hastrup
- (1852-1859) H. C. O. Berg
- (1859-1871) Erich Balthasar Holst
- (1871-1901) Hans Christian Holst
- (1901-1929) Heinrich Christian Holst
- (1929-1930) Svend Aage Holst
- (1930-1932) Georg Emanuel Rørdam Bonnevie[1]
- (1932-1933) Jydsk Landhypotekforening
- (1933-1937) Peter Jørgensen
- (1937-1938) Stefan Madsen
- (1938-1945) Frede Svendsen
- (1945-1948) Johannes Pedersen
- (1948-1964) Interessentskab
- (1964-) Brandbjerg Højskole